# Therese. Chronik eines Frauenlebens
Therese. Chronik eines Frauenlebens ist der dritte und letzte Roman von Arthur Schnitzler, der 1928 bei S. Fischer in Berlin erschien. Er behandelt das harte Schicksal von Therese Fabiani, die als alleinstehende Mutter in der bürgerlichen Welt des Wiener Fin-de-siècle einen langsamen sozialen Abstieg erlebt. Während sie ihren kärglichen Lebensunterhalt zumeist als Erzieherin in großbürgerlichen Häusern verdient, wächst ihr uneheliches Kind fern von ihr am Land auf.

## Zeit und Ort
Der Roman handelt in Salzburg, sowie in Wien und Umgebung, in der Zeit etwa von 1885 bis 1913. Schnitzler gibt sogar Thereses Postanschrift an: Wien, Wagnergasse 74, zweiter Stock.

## Inhalt
Nachdem der Vater, ein Oberstleutnant mit italienischen Wurzeln, frühzeitig in den Ruhestand geschickt wird, zieht die Familie Fabiani nach Salzburg. Da trifft Therese auf Alfred Nüllheim, einen Schulkameraden von Thereses Bruder Karl, der ihre erste Liebe wird. Dieser zieht bald nach Wien, um Medizin zu studieren, bittet davor aber Therese, auf ihn zu warten, um ihn nach Studienabschluss zu heiraten. Thereses Vater erkrankt bald und wird in einer psychiatrischen Klinik hospitalisiert, wo er kurze Zeit später verstirbt. Die Mutter, von altem aber verarmtem kroatischem Adel abstammend, verdient daraufhin den Lebensunterhalt durch das Schreiben von kitschigen Feuilletonromanen.  Um eine gesicherte Existenz zu haben, will sie die Tochter an einen alten Grafen verkuppeln, was Therese ablehnt. Als sich Therese in einen jungen Leutnant verliebt und sich mit diesem in eine Liebesbeziehung einlässt, erfährt das Alfred an seinem Studienort. Er beschimpft die Freundin brieflich. Bald entpuppt sich der Leutnant als untreuer Gefährte.
Angeekelt von diesen Erlebnissen verlässt Therese Salzburg, um in Wien auf eigenen Füßen stehen. In der Metropole nimmt sie wechselnde Stellungen als Gouvernante an. Zwar gibt es Momente, in welchen Therese in Erwägung zieht, das karge Auskommen durch den Verkauf ihres Körpers aufzubessern, doch setzt sie dies nicht in Tat um. Von einem Liebhaber, Kasimir Tobisch, einem unvermögenden Flötisten aus Deutsch-Böhmen, wird Therese schwanger. Dieser lässt sie damit alleine und der jungen ledigen Mutter bleibt nichts anderes übrig, als ihr Neugeborenes auf dem Lande bei Bauersleuten in Pflege zu geben, während sie ihren Lebensunterhalt durch die Betreuung fremder Kinder verdient. Manchmal flüchtet Therese nach Annäherungsversuchen durch den Hausherrn aus der Stellung, manchmal sind es Zwistigkeiten mit den Hausherrinnen. Währenddessen wächst Franz, der Sohn, von Therese gelegentlich besucht, auf dem Lande heran. Die junge Mutter, inzwischen 27 Jahre alt, führt auf der Suche nach etwas Anerkennung und Zuneigung nacheinander weitere Liebesbeziehungen. Als Therese von einem „affektierten“ Ministerialrat ihr zweites Kind erwartet, lässt sie es abtreiben, denn für ein weiteres Kind kann sie nicht aufkommen. Manchmal begegnet Therese in Wien Alfred. Als Franz neun Jahre alt ist, gesteht sie dem Jugendfreund, dass sie Mutter eines Sohnes ist. Aber Alfred weiß längst davon. Zwischen Therese und Alfred entwickelt sich eine Liebesbeziehung, die aber nicht von Dauer ist und sich in eine Freundschaftsbeziehung verändert.
Von der Mutter erhält Therese kaum Unterstützung. Thereses Bemühungen, als Lehrerin in einer Erziehungsanstalt zu arbeiten, scheitern. Sie hat die erforderlichen Prüfungen nicht abgelegt. Als Franz’ Verhalten in der Schule und bei den Pflegeeltern mehrfach Anlass zur Klage gibt, sucht Therese jedes Mal die Schuld bei sich und der fehlenden Zuwendung, die sie ihm entgegengebracht habe. Nie habe sie „treu zu ihm gestanden“. Therese gibt fortan private Lektionen und nimmt Franz zu sich, wird aber mit dem Heranwachsenden nicht fertig. Nachdem er die Mutter nach einer Auseinandersetzung blutig geschlagen hat, bekommt sie Angst vor dem eigenen Sohn. Diese Angst bleibt bestehen. Franz kommt tagelang nicht nach Hause und gebärdet sich in jeder Hinsicht als herumlungernder Taugenichts.
Das ist nicht der einzige Schicksalsschlag für Therese. Alfred heiratet die Tochter eines Tübinger Professors. Inzwischen 33-jährig, fühlt Therese, wie wenig ihr das Leben zu bieten hat. Auf der Polizei muss sie Franz, der einer Diebesbande angehört, abholen. Therese gibt sich die Schuld am unaufhaltsamen Abstieg ihres Sohnes in die Kriminalität. Franz fordert mehrfach von ihr Geld. Wenn er es nicht erhält, durchsucht er – teilweise mit Erfolg – die Wohnung danach. Selbst während Franz eine mehrmonatige Gefängnisstrafe abbüßt, hat Therese keine Ruhe vor ihm. Der Sträfling schickt seine Kumpane mit Forderungen ins Haus. Nach seiner Freilassung will Franz auch noch bei seinem Onkel Karl, der in der deutsch-nationalen Partei eine wichtige Rolle spielt, Geld erpressen. Der Onkel gibt Therese die Schuld dafür.
Schließlich scheint sich für Therese doch ein Weg aus dem Elend abzuzeichnen. Ein begüterter Herr, geschiedener Vater einer ihrer Schülerinnen, möchte sie heiraten. Jedoch stirbt er vor der Hochzeit. Therese erbt nur eine kleine Summe und nicht das, was ihr als Witwe zugestanden hätte.
Franz tötet fast seine Mutter, beim Versuch, ihr mit Gewalt Geld wegzunehmen. Sie versucht ihn auf dem Sterbebett zu entsühnen, indem sie Alfred erzählt, dass sie, als das Kind zur Welt gekommen war, dieses kurz hatte ersticken wollen und dass sie jetzt nur dafür Gerechtigkeit erfahren habe. Das Gericht jedoch lässt dies nicht als mildernden Umstand gelten. Franz wird zu zwölf Jahren schwerem Kerker verurteilt.

## Form
Klüger nennt Schnitzler den „Meister des inneren Monologs.“ Der Erzähler taucht nicht nur in Thereses Gedanken und Vorstellungen ein, sondern geht noch weiter. Bei mancher Notlüge Thereses, die der Erzähler wiedergibt, stutzt der Leser und fragt sich: Ist das Wahrheit? Der Trick Schnitzlers: Im weiteren Erzählablauf tritt die Unwahrheit ans Tageslicht. Der Autor beteiligt sich sogar an diesem Verwirrspiel. Zum Beispiel schreibt er über Therese: „Aber sie liebte es [ihr Kind] nicht.“ Der restliche Roman ist dann jedoch unter anderem auch die Geschichte einer Mutterliebe.
An einzelnen Stellen kommentiert der Autor subjektiv.

## Selbstzeugnis
- Schnitzler äußert sich kritisch: Dem Roman mangele es an „innerer Notwendigkeit“.[6]

## Rezeption
- Hofmannsthal schreibt am 10. Juli 1928 an Schnitzler: „Die große Lebenserzählung Therese aber hat mich besonders gefesselt und beschäftigt … Indem Sie diesen Stoff erzählten: das Leben einer Wiener Gouvernante – war schon eine ganze Welt hingestellt … Ganz besonders groß aber tritt Ihr Vorzug, einem Stoff den Rhythmus zu geben, wodurch er Dichtung wird, hier hervor.“[7]
- Indem der Roman Einblicke in die österreichische Gesellschaft vor dem Ersten Weltkrieg gestattet, zeichnet er gleichzeitig ein Bild vom Untergang einer Epoche.[8]
- Desillusionsroman:[9][10] Die Verurteilung des Romans als kunstlose, naive Chronik[11] müsse überdacht werden.
- Therese gibt ihre schlechten Erfahrungen mit Menschen an ihren Sohn weiter.[12] Ohne Herablassung und ohne Beschönigung beschreibt Schnitzler das Unglück einer jungen Frau aus deren Sicht.[13]
- Therese ist „ein echter, ernster Frauenroman“.[14]
- Der Roman ist ein „Querschnitt durch das alte habsburgische Österreich“.[15]
- Stellenweise äußert sich Therese antisemitisch.[16]
- Le Rider nennt Schnitzler einen „Doppelgänger Freuds“. Entsprechend fällt auch seine Besprechung des Werkes aus. Das Syndrom des „unwillkommenen Kindes“ wird psychoanalytisch durchgenommen.[17] Überdies werde ein sozialer Abstieg geschildert. Therese gerate in bürgerliche Kreise, von denen sie ausgeschlossen bleibe.[18]  Schnitzler erweise sich dabei als Soziologe der Wiener Innenstadt.[19] Irgendeiner Sentimentalität begegne der Leser nicht, denn Schnitzler zeige Thereses Schwächen unerbittlich auf.[20] Der Roman wurde beim Publikum auch deshalb kein Erfolg, weil darin die Hoffnungslosigkeit dominiert.[21] Was Wunder? Die Nachkriegszeit hätte Schnitzlers „Weltsicht verdüstert“.[22]
- Arnold gibt weiter führende Arbeiten an: Sigrid Schmid-Bortenschlager (Paris 1983), Zdenko Skreb (1984), Konstanze Fliedl (1989), Heidi Margrit Müller (München 1991), Amy Colin (1992) und David Low (1992).[23] Perlmann[24] nennt die Arbeit von Elsbeth Dangel: „Wiederholung als Schicksal“ (1985).

### Werkstudien
- Elsbeth Dangel-Pelloquin: Wiederholung als Schicksal. Arthur Schnitzlers Roman „Therese. Chronik eines Frauenlebens“. Fink, München 1985, ISBN 3-7705-2331-8 (Dissertation Universität Frankfurt am Main 1983, 243 Seiten).
- Melissa de Bruyker: Das resonante Schweigen: die Rhetorik der erzählten Welt in Kafkas Der Verschollene, Schnitzlers Therese und Walsers Räuber-Roman, Königshausen & Neumann, Würzburg 2008, ISBN 978-3-8260-3689-7 (Dissertation Universität Gent 2006, 377 Seiten).
- Adelheid Koch: Zwischen Tradition und Modernität: Guy de Maupassant und Arthur Schnitzler. Eine komparatistische Analyse der Romane „Une vie“ und „Therese. Chronik eines Frauenlebens“  (Diplomarbeit Universität Graz 1988, 359 Seiten).
- Maya Kündig: Arthur Schnitzlers „Therese“. Erzähltheoretische Analyse und Interpretation. Lang, Bern 1991. (Dissertation, Universität Zürich)

### Allgemeine Einordnungen
- Hartmut Scheible: Arthur Schnitzler. rowohlts monographien. Rowohlt Taschenbuch Verlag, Reinbek bei Hamburg Februar 1976 (Aufl. Dezember 1990). 160 Seiten, ISBN 3-499-50235-6
- Michaela L. Perlmann: Arthur Schnitzler. Sammlung Metzler, Bd. 239. Stuttgart 1987. 195 Seiten, ISBN 3-476-10239-4
- Heinz Ludwig Arnold (Hrsg.): Arthur Schnitzler. Verlag edition text + kritik, Zeitschrift für Literatur, Heft 138/139, April 1998, 174 Seiten, ISBN 3-88377-577-0
- Heinz Ludwig Arnold (Hrsg.): Arthur Schnitzler: Der Weg ins Freie. Roman. Mit einem Nachwort von Michael Scheffel. S. Fischer, Frankfurt am Main 1999 (2. Aufl. 2004). 398 Seiten, ISBN 3-10-073555-2
- Giuseppe Farese: Arthur Schnitzler. Ein Leben in Wien. 1862–1931. Aus dem Italienischen von Karin Krieger. C. H. Beck München 1999. 360 Seiten, ISBN 3-406-45292-2. Original: Arthur Schnitzler. Una vita a Vienna. 1862–1931. Mondadori Mailand 1997
- Gero von Wilpert: Lexikon der Weltliteratur. Deutsche Autoren A – Z. S. 555, rechte Spalte, 2. Z.v.u. Stuttgart 2004. 698 Seiten, ISBN 3-520-83704-8
- Jacques Le Rider: Arthur Schnitzler oder Die Wiener Belle Époque. Aus dem Französischen von Christian Winterhalter. Passagen Verlag Wien 2007. 242 Seiten, ISBN 978-3-85165-767-8

### Hörbuch
- Arthur Schnitzler: Therese. RADIOROPA Hörbuch. Gelesen von Janina Kübler. 1. Aufl. 18. Juli 2006, ISBN 978-3-86667-370-0